# آنتونیو اسورس
آنتونیو اُسورِس (اسپانیایی: Antonio Ozores‎؛ ‏ ۲۴ اوت ۱۹۲۸ – ۱۲ مهٔ ۲۰۰۹) بازیگر اهل اسپانیا بود.
از فیلم‌ها یا مجموعه‌های تلویزیونی که وی در آن‌ها نقش داشته است، می‌توان به سرکش، خاور باختر، خون‌آشام‌های ۱۹۳۰، ما هجده ساله‌ایم و «آخرین اسب» (۱۹۵۰) اشاره نمود.